# Monumento funebre del doge Andrea Vendramin
Il monumento funebre del doge Andrea Vendramin è un'opera scultorea situata nella Basilica dei Santi Giovanni e Paolo a Venezia.

## Storia
Il monumento funebre si trovava originariamente nella chiesa di Santa Maria dei Servi, demolita nei primi decenni dell'Ottocento. Venne ritirato dall'Accademia di Venezia nel 1814 e ricostruito con limitate modifiche nella nuova collocazione nel 1817. Per poterlo collocare si dovette spostare il monumento del doge Marco Corner e l'urna del doge Giovanni Dolfin. Originariamente ai piedi del monumento esisteva un'iscrizione dettata dal patriarca di Venezia e cardinale Francesco Vendramin: "Franciscvs S.R.E. card. Vendramenvs patr. Venet. Dalmatiae Q. Primas Andr. Dvcis Pronepos Hoc Monvmentvm P.C. Anno MDCXVIII".
Si trattò di un'opera altamente innovativa, dove Tullio lavorò senza il padre Pietro e che fece da modello per tutta la produzione funebre ufficiale dei decenni successivi.

## Descrizione e stile

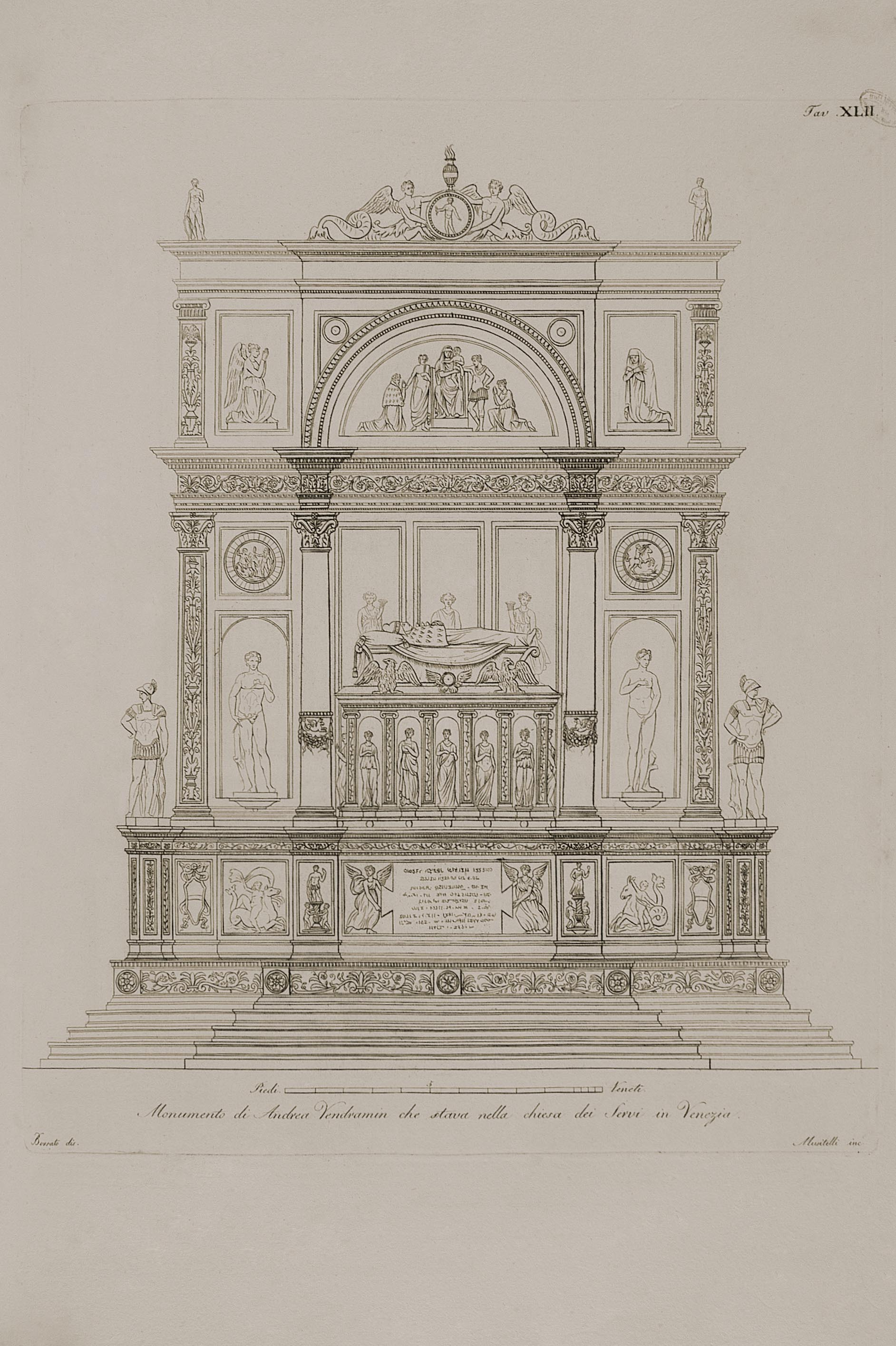
La configurazione originale del monumento (Giuseppe Borsato [disegno] e Benedetto Musitelli [incisione] da Leopoldo Cicognara, Storia della scultura dal suo risorgimento in Italia fino al secolo di Canova del conte Leopoldo Cicognara per servire di continuazione all'opere di Winckelmann e di D'Agincourt …, Venezia, Picotti, 1816, volume secondo, tavola XLII)

L'opera è collocata nel presbiterio della basilica. Nel realizzarla Tullio Lombardo si ispirò ancora con maggiore fedeltà, rispetto ad esempio al precedente monumento funebre del doge Pietro Mocenigo (1477-1481) alla struttura degli archi di trionfo romani, ispirandosi direttamente, pare, all'arco di Costantino, da cui riprese l'uso delle colonne sporgenti e dei medaglioni. Le decorazioni si fecero meno esuberanti, dando all'architettura un carattere più classico. Tali aggiornamenti stilistici furono anche dovuti alla visita di Francesco di Giorgio Martini a Venezia del 1490, alla circolazione tra gli artisti del Codice Zichy e forse dall'influsso dell'Hypnerotomachia Poliphili, romanzo allegorico di Francesco Colonna. 
Al centro, sotto una sorta di protiro coperto da arco con volta cassettonata, il sarcofago del doge, posto su uno zoccolo rialzato, è decorato dai rilievi delle tre Virtù teologali e dalle quattro Virtù cardinali in fogge di matrice ellenistica. Sopra si trova il catafalco con la statua del doge con le mani incrociate sul petto, vegliato da tre geni che reggono torce spente. Ai lati si trovano due statue di Armati entro le nicchie laterali, vestiti come antichi guerrieri. Queste due statue, originariamente sui piedritti esterni, andarono a sostituire Adamo  ed Eva, i progenitori che alludevano all'inizio della storia terrena dell'umanità, molto rare nell'arte funebre e ritenute poi inadatte per la loro nudità. Le statue rimosse finirono a palazzo Vendramin Calergi, dove divennero proprietà, col palazzo, della duchessa di Berry; Adamo venne venduto poi alle Collezioni Dreyfus e Pereire finendo prima a Parigi e poi al Metropolitan Museum of Art di New York, mentre Eva è ancora a Ca' Vendramin.   

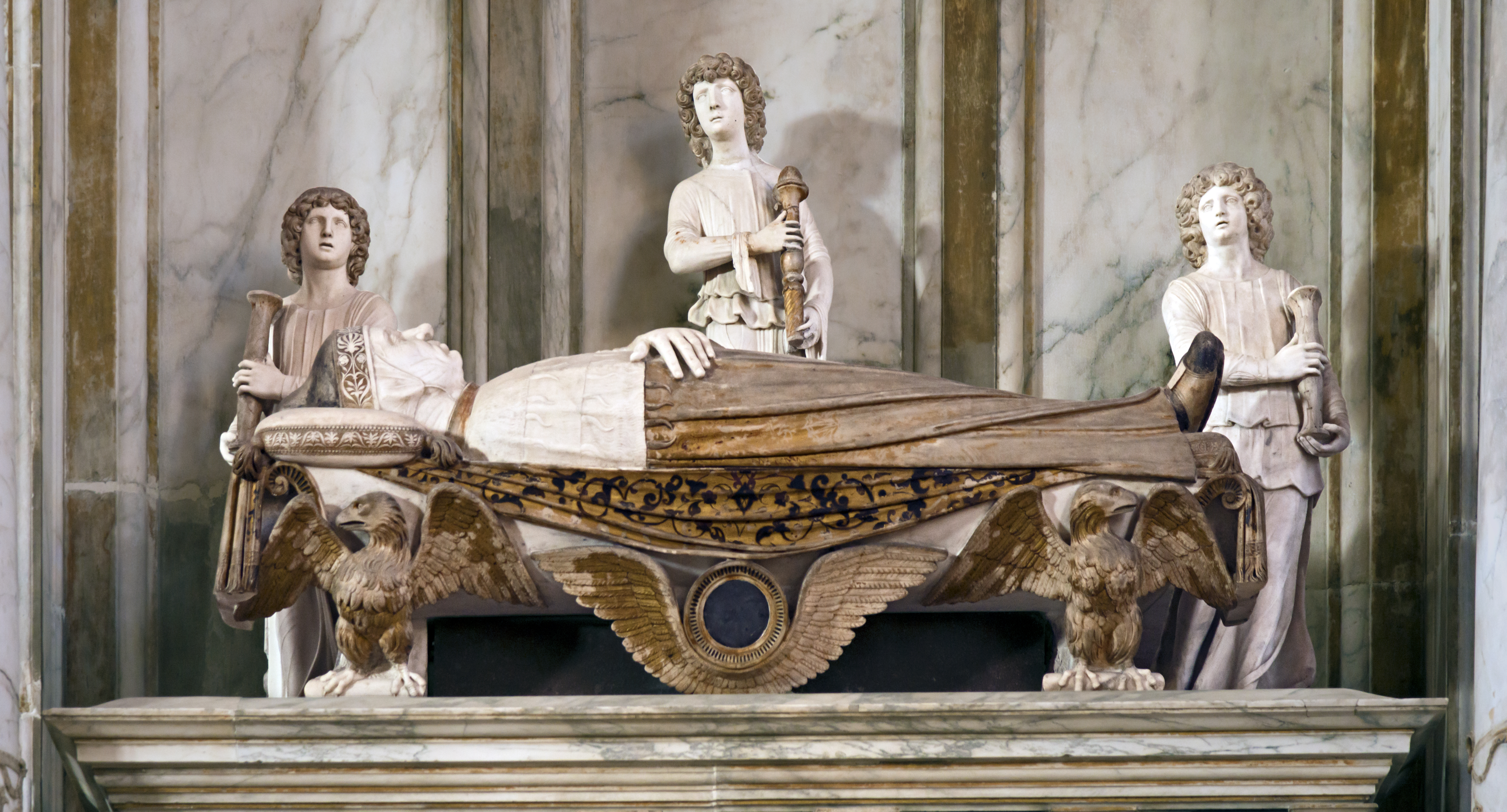
Gisantdel doge Andrea Vendramin

Secondo la tesi dello storico dell'arte Sergio Alcamo una prima statua di Eva era stata scolpita da Cristoforo Solari detto "il Gobbo". Forse in seguito ad una caduta dovuta ad un terremoto fu sostituita poco dopo il 1563 da quella di Francesco Segala. Per Alcamo tale Eva perduta si presentava iconograficamente assai simile a quella scolpita sempre dal Solari per l'esterno dell'abside del Duomo di Milano, dove si trova tuttora, posta su una mensola del primo ordine del finestrone settentrionale, e contrapposta ad un Adamo anch'esso molto somigliante nella posa a quello veneziano di Tullio Lombardo.  

Sopra i Guerrieri si trovano due medaglioni con Apollo-Giorno e Diana-Notte, mentre ai lati estremi, dov'erano i guerrieri, sono poggiate le statue di Santa Caterina d'Alessandria e Santa Maria Maddalena di Lorenzo Bregno, già sull'altare maggiore della chiesa di Santa Marina. 

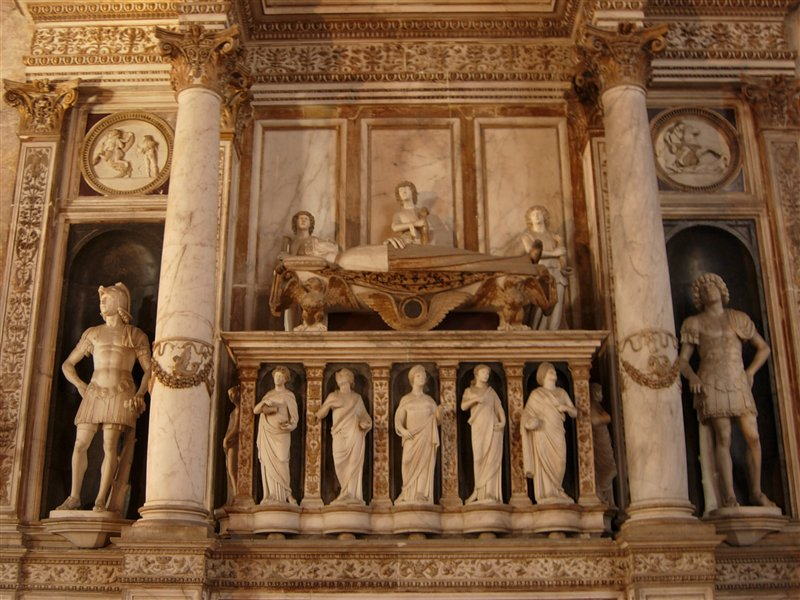
La parte centrale del monumento

Due colonne corinzie, decorate con festoni, reggono l'arco centrale, sotto il quale corre un fregio con angeli, elmi e cavalli marini a rilievo, che si ritrovano anche sui pilastri addossati al muro. Sulle vele ai lati dell'arco si trovano due medaglioni con profili di imperatori romani. La lunetta è decorata dal bassorilievo raffigurante la Madonna col Bambino tra i santi Andrea e Teodoro, dove sono raffigurati anche il doge, presentato da Andrea alla Vergine, e uno dei suoi figli, a destra. In quest'opera Maria ha una posizione frontale con un ricco panneggio che la fa assomigliare a una dea classica. 
Ai lati, fuori dall'arco, si trovano i rilievi dell'Angelo annunciante e della Vergine annunciata. Sul coronamento stavano due Paggi reggiscudo, venduti nel 1841 ai Musei statali di Berlino e, danneggiati, sono ora nei depositi. In alto, oltre il cornicione sporgente, due tritoni reggono una ghirlanda al centro del quale sta un Gesù Bambino benedicente, sormontata da un vaso. 
Sullo zoccolo si trovano vari rilievi, attribuiti ad Antonio Lombardo: Putto con ippocampo, Minerva con l'egida e Giuditta con la testa di Oloferne e i medaglioni con il Ratto di Deianira e Perseo che uccide la Medusa. Tutti sono raffigurati all'"antica", anche nel caso dell'eroina biblica. Ai lati estremi del basamento sono scolpiti gli stemmi Vendramin (d'azzurro alla fascia d'oro) e al centro si trova l'elegante epigrafe commemorativa, in carattere lapidario romano.